# Participium (Latijn)
Het participium is het Latijnse deelwoord. Het Nederlands heeft twee verschillende soorten deelwoorden: het voltooid en het onvoltooid/tegenwoordig deelwoord. Het Latijn kent er echter drie:
1. Participium praesentis activi, ook wel P.P.A. (onvoltooid deelwoord); bijvoorbeeld: het zingende meisje. Het participium praesens wordt gelijktijdig vervoegd.
2. Participium perfecti passivi, ook wel P.P.P. (voltooid deelwoord), bijvoorbeeld: het gezongen lied. Het participium perfectum wordt voortijdig vervoegd.
3. Participium futuri activi, ook wel P.F.A. (infinitief + zullende; het Nederlands heeft hiervoor geen equivalent. Beter te vertalen als "op het punt staand om te + infinitief")

algemene Latijnse vervoegingen en verbuigingen · accusativus cum infinitivo (AcI) · accusativus cum participio (AcP) · nominativus cum infinitivo (NcI) · participium praesentis activi (PPA) · perfectum · imperfectum · plusquamperfectum · futurum · futurum exactum · subjects- en objectsaccusativus · reflexief persoonlijk voornaamwoord · predicatieve bepaling · adverbium · participium perfecti passivi (PPP) · passivum · activum · gerundium · gerundivum · praesens · praesens historicum · comparativus · superlativus · supinum · participium · declinatie · ablativus absolutus · dativus possessivus